# 이 (몸)
이 또는 치아(齒牙, 영어: Tooth) 또는 이빨은 동물의 입속에 돌출되어 있는 저작작용(음식섭취)을 위해 사용하는 신체 기관이다. 인간의 경우, 주로 말을 하거나, 음식물을 섭취할 때 사용한다. 하지만 이가 빠지면 발음이 새서 말하기가 불편해지기 때문에 의사소통에 있어서도 상당히 중요하다. 또한 이와 연결된 혈관은 온몸의 주요기관과 연결되어 상호작용을 하기 때문에, 청결하게 관리하지 못해 충치균이 번식할 경우 온몸에 합병증이 올 수도 있다. 이처럼 이는 인간이 생존하고 살아가는데 있어 아주 중요한 기관이라 할 수 있다. 이가 없다고 해서 죽지는 않지만, 만약에 이가 없으면 사회생활을 하는데 있어 굉장히 불편하고 삶의 질이 악화될 것이다. 동물의 경우 다른 동물을 공격하는 수단이기도 하다.

## 사람의 이
사람의 이는 두 번 나며, 유아기를 거치면서 한 번씩 빠지는데 여기서 한번 더 빠지게 되면 더 이상 나지 않기 때문에, 평생 쓰기 위해서는 평소 세심한 관리가 요구된다. 사람의 영구치의 개수는 28개이다. 연령 구분 없이 충치균에 의해 특정 치아가 썩기도 하는데, 이를 충치(蟲齒)라고 부른다. 충치 환자는 환부를 건드리면 아프기 때문에 음식을 잘 씹지 못하고 그냥 삼킨다거나, 한쪽으로 씹는다든지 하는 비정상적인 식습관을 가지고 있어, 이로 인해 치아 교합이 틀어져, 턱관절 이상, 나아가 척추이상 등의 악순환을 야기하기도 한다.

## 구분
어류나 파충류의 이는 한 개체가 몇 개의 이를 갖고 있더라도 모두 같은 형태와 기능을 갖고 있기 때문에 동치성(同齒性)이라 한다. 이에 비해 포유류의 이는 이치성(異齒性)이라고 하며, 대부분의 종은 형태나 기능이 다른 다음 세 가지 이를 갖고 있다. 사람의 치아의 구분에 대해서는 사람의 이를 참고하라.

### 앞니
절치(切齒), 문치(門齒)라고도 한다. 앞쪽으로 아래위에 각각 네 개씩 나 있는 이로, 음식물을 받아들여 자르는 역할을 한다. 나무뿌리나 견과를 주식으로 하는 설치류에서 매우 발달해 있다. 초식 동물에서도 풀이나 잎을 씹는 작용을 하지만 육식 동물에서는 견치가 음식물을 받아들이는 역할을 겸하고 있기 때문에 절치(切齒)는 퇴화되어 크기가 작다.

### 송곳니
견치(犬齒)라고도 한다. 앞니와 어금니 사이에 있는 뾰족한 이로 모양은 송곳에 비유되며, 살아 있는 사냥감을 물어 그 살점을 찢는 작용을 한다. 따라서 육식 동물에서 매우 발달해 있으며, 초식 동물에서는 잡식성인 것 외에는 퇴화되어 작은 것이 남아 있거나 완전히 없어진 경우도 많다.
인간은 잡식성이어서 남아 있기는 하지만 끝의 예리함이 현저하게 약해져 옆의 이와 같은 높이로까지 작아졌다. 대형 견치를 가진 동물은 입을 다물고 있을 때 견치가 들어가는 틈이 반대쪽 이 사이에 있지만, 인간의 경우는 그러한 틈은 없다.

### 어금니
구치(臼齒)라고도 한다. 송곳니의 안쪽에 있는 큰 이이고, 가운데가 오목하다. 음식물을 부수거나 으깨는 저작 작용을 한다. 인간은 모양이 복잡하며, 몇 개의 작은 이로써 다시 나는 소구치(小臼齒)와 그 뒤에 나 있는 대형으로 다시 나지 않는 대구치(大臼齒)로 구별된다. 구치는 초식 동물에서 잘 발달해 있으며, 대부분의 종에서 모든 구치가 일체화되어 커다란 맷돌처럼 풀을 씹어 으깨는 작용을 한다.
인간의 구치는 아주 퇴화되어 특히 제3대구치는 퇴화가 심하여 작아지고 형태도 거의 없어지거나 아예 나지 않는 사람도 많다. 이러한 세 가지 이가 각각 몇 개 있는지를 나타내려면 치식(齒式)을 이용한다.
포유류의 이는 원래 몇 번 다시 나게 되어 있는데, 실제로는 절치·견치·소구치가 한 번 다시 나며, 대구치는 다음에 나는 이가 흔적만 생길 뿐 이의 형태를 갖지 않기 때문에 다시 나지 않고 맨 처음에 난 이가 그대로 남는다.
처음에 나는 이를 '유치(젖니)', 새로 난 이를 '간니'라고 한다. 마지막에 나서 그 후에 다시 나지 않는 이를 '영구치'라 한다. 따라서 대구치는 영구치이기는 하지만 간니가 아니라 유치(乳齒)이다.
치식은 한쪽 영구치를 왼쪽부터 절치·견치·소구치·대구치 순으로 상하 턱으로 나누어 나타낸다. 인간의 치식은 2·1·2·3, 2·1·2·3이다.

## 구조

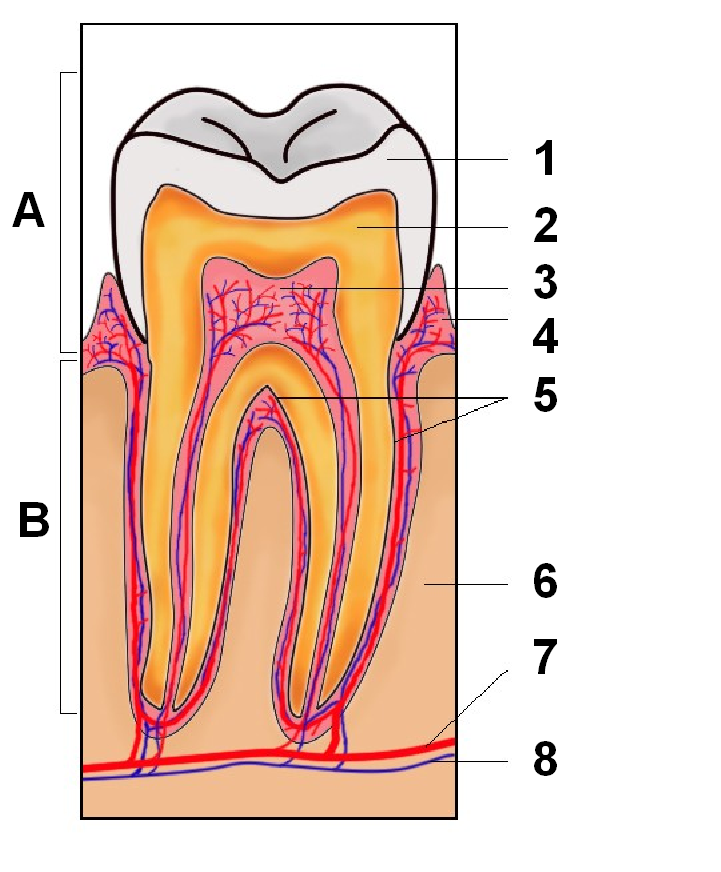
치아의 구조 A)치관 B)치근
1)법랑질 2)상아질 3)치수 4)치은(잇몸) 5)백악질 6)뼈 7)혈관 8)신경

치아의 가장 윗부분(바깥부분)은 법랑질이라는 인체에서 가장 단단한 물질로 치아의 보이는 하얀색 부분을 말하며(정확하게는 무색 반투명함), 치아를 충격과 온도로부터 보호하는 역할을 한다. 법랑질 밑으로 상아질이 있으며, 일종의 골조직이지만 보통의 뼈와 달리 강도가 약하다. 상아질 밑으로는 치아에 영양을 공급해주는 신경이 위치한 치수가 존재한다. 치아를 지지하는 주변조직으로는 백악질, 치주골, 치주인대, 치은 등이 있다.

## 이의 발생과 교환
이가 발생할 때는 먼저 구강 상피가 움푹 패고 작은 잔 모양으로 배열된 법랑아세포가 되어 안쪽에 법랑질을 분비하기 시작한다. 이어서 이 잔 모양의 구조 안쪽의 결합 조직 세포가 그 내면을 보강이라도 하듯이 상아아세포가 되어 법랑질에 밀착하여 상아질을 분비하기 시작한다. 이 둘은 점차 두께가 두꺼워지면서 마지막으로 치관을 형성하게 된다. 그 사이에 법랑아세포는 점점 퇴화되어 구강에 가까워질수록 분비 능력이 떨어지고, 결국에는 세포도 퇴화 소멸하여 법랑질 형성은 중단된다. 이때 치관의 끝부분은 치은 바로 밑에까지 와 있어 순식간에 치은을 뚫고 이가 나온다. 그러나 치근 형성은 그 후에도 계속되어 이가 난 지 한참 지난 뒤에 형성을 완료한다. 이와 같이 에나멜 아세포는 치관 완성과 함께 소멸되기 때문에 에나멜질은 소모되어도 재생하지 않지만 상아 아세포는 일생 동안 존속하기 때문에 상아질은 필요하다면 언제라도 재생이 가능하다.

## 뼈와 이의 차이
뼈와 이의 구성 성분은 단백질과 칼슘, 인 등으로 유사하나, 뼈의 내부에는 혈관이 있고 영양 공급을 받아 부러져도 다시 재생되는 반면에, 이는 내부에 신경과 혈관으로 연결되어 있긴 하지만, 치아의 바깥 부분인 법랑질까지는 뻗어있지 않아 한번 부식되거나 깨질 경우 재생이 안된다는 점이 있다. 뼈의 기본적인 역할로는 피의 생성과 더불어 인체를 지탱해주는 대들보로서의 역할에 더해 내장기관의 보호, 칼슘·인 등 무기질의 저장 및 체내 공급과 같은 중대한 업무를 수행한다. 반면 치아는 법랑질이라고 불리는 하얗고 반짝이는 에나멜물질도 덮여 있다. 에나멜질의 안쪽은 상아질이라는 물질로 채워져 있고 상아질 속에 신경과 혈관이 뻗어있다. 또한 치아를 잇몸(턱뼈)에 고정시키는 뿌리 부분은 시멘트질 또는 백악질로 불리는 물질로 구성되어 있다.

## 충치

### 치태
치태는 이에서 형성되는, 다량의 다양한 세균으로 구성된 생물막이다. '프라그'라고도 한다. 규칙적으로 제거되지 않으면, 치태가 성장하여 충치(카리에스) 또는 치은염 같은 치주 문제가 될 수 있다. 시간이 지나면, 치태는 잇몸을 따라 광물화하여 치석이 될 수 있다. 생물막을 형성하는 미생물은 거의 대부분 연쇄상구균, 혐기성생물과 같은 세균으로, 입 안의 위치에 따라 구성이 달라진다. 치강과 관련된 가장 중요한 세균은 구강다형연쇄상구균(치석균)이다.
입 안의 어떤 세균은 음식물 찌꺼기가 없이도 살 수 있다. 산소가 없으면 이들은 젖산을 생성하는데, 이것이 법랑질의 칼슘과 인을 녹인다. '탈회(脫灰)'로도 불리는 이 과정이 치아의 파괴를 초래한다. 침은 치아 표면의 pH의 원인이 되는 산을 점차 중화시킨다. 이것이 '재광화(remineralisation)'를 일으켜 용해된 무기물이 에나멜질로 돌아온다. 음식을 섭취하는 사이에 시간이 충분하면 영향은 한정되며, 치아는 스스로 수복될 수 있다. 어쨌거나, 침은 치태를 투과하여 세균이 생성한 산을 중화하지는 못한다.

### 충치

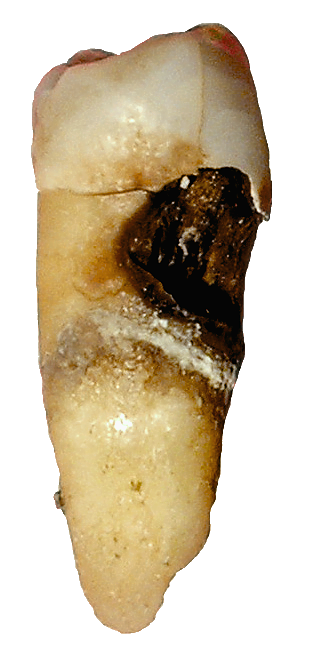
작은 어금니에서 진행된 부식

충치(蟲齒), 우치(齵齒) 또는 삭은니는 치아의 구조를 손상시키는 병이다. 현재 충치는 세계적으로 가장 흔한 병이다. 충치는 특정 유형의 산을 생성하는 세균에 의해 발생하며, 수크로오스, 과당, 포도당과 같은 발효성 탄수화물이 있을 때에 가장 피해가 크다. 이로부터 생겨나는 산도가 치아에 영향을 주는데, 이는 치아가 함유하는 특정 무기질로 낮은 pH에 민감해지기 때문이다. 치아의 손상 정도에 따라 치아를 제 형태와 기능, 미로 복원하기 위해 다양한 치료법이 사용되나, 치아 조직의 큰 부분을 재생하는 방법은 알려져 있지 않다. 그 대신, 정기적인 구강 위생 검사와 식생활 개선 등 충치를 예방하기 위한 조치를 권고하기도 한다.

## 치아 관리

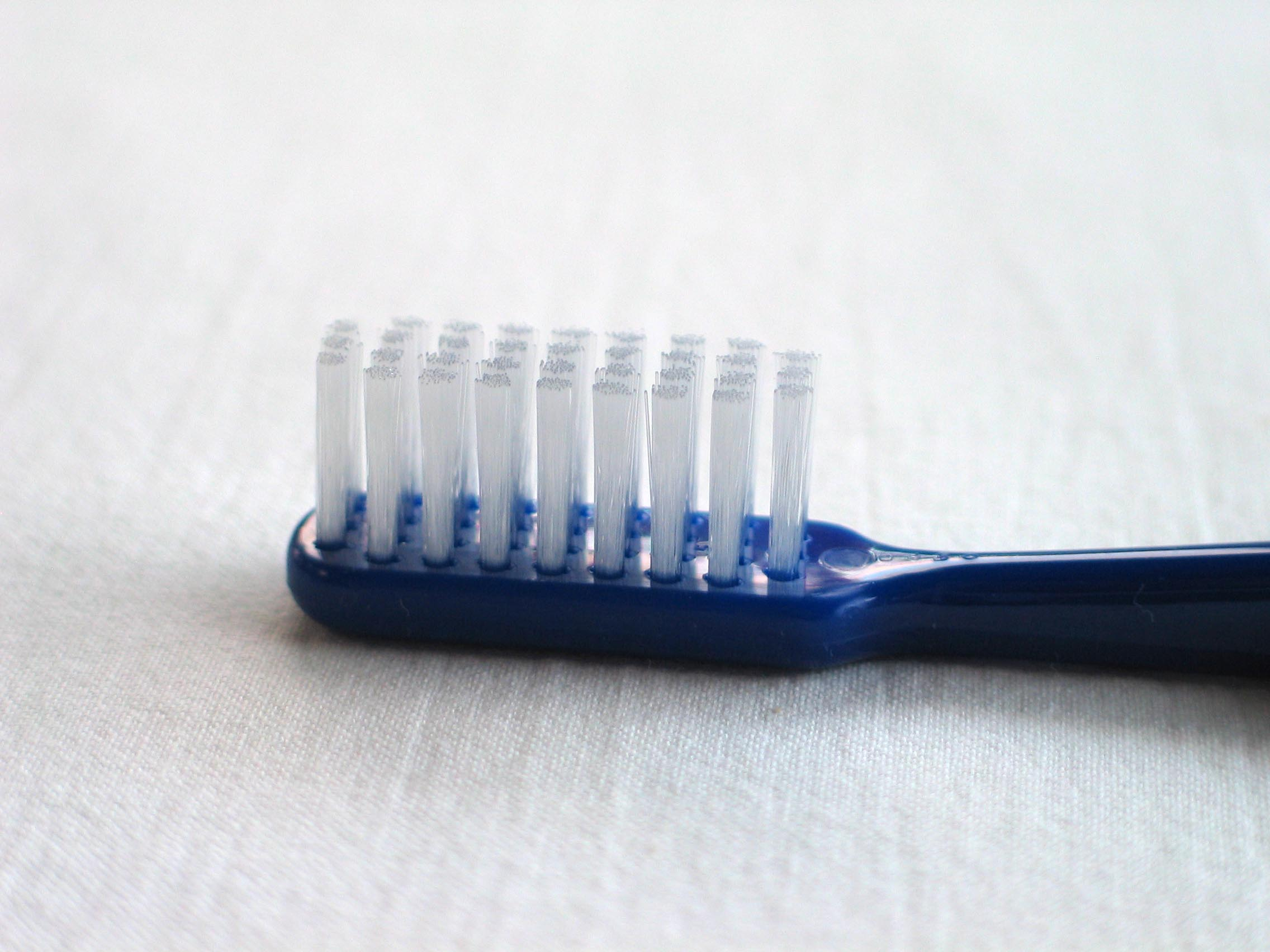
이를 닦을 때 사용하는 칫솔

이를 닦는 것은 치태를 제거하기 위해서이다. 치태는 세균을 대부분으로 구성된다. 전문적인 건강관리사들은 하루에 두 차례(아침과 저녁, 또는 식사 후) 이를 닦을 것을 권고하는데, 이는 치태와 치석의 형성을 막기 위해서이다. 칫솔은 치아 사이를 제외한 대부분의 치태를 제거할 수 있다. 결과적으로 구강 위생을 유지하기 위해 치실이 필요하다. 올바르게 사용한다면, 치실은 치주 질환이 발생하여 충치로 진행하기 쉬운 이 사이와 잇몸의 치태를 제거할 수 있다. 전동 칫솔은 대부분의 사람들에게는 직접 손으로 칫솔질을 하는 것보다는 효과적이지 않다고 여겨진다. 전동 칫솔의 주요 이점은 류머티스성 관절염과 같이 손을 쓰기 불편한 이들을 도울 수 있다는 것이다.

### 유치에서 영구치로 전환시 관리
보통 6~7세 정도 사이에 유치가 빠지면서, 영구치가 나오게 된다.
영구치의 경우 유치의 뒷부분에 자라나면서, 유치를 밀어내면서 나온다. 이때 영구치가 바로 유치 자리에서 바로 아래에서 밀고 올라오는 것이 아니고, 뒷부분 즉 입의 안쪽에서 나오게 된다.
치아 교합이나 배열에 문제가 있는지는 이시점에 미리 확인을 해서, 만약 아래와 같은 문제가 있을 때는 미리 교정을 받는 것이 나중에 발생하는 시간과 비용등을 절약할 수 있다.
치아 검사는 6~7세 정도에 시작하여, 문제점이 발생할때의 교정의 권장 시점은 10세~12세 정도이다.
- 영구치가 실제로 나오지 않는경우
- 치아의 개수가 정상보다 많을 때
- 유치가 흔들리지 않고 미리 빠졌을 경우
- 영구치의 발생 위치가 엉뚱한 곳에 나고 있을 때

## 수복
치아가 손상되거나 파괴된 후, 여러 가지 방법으로 결손된 구조를 수복할 수 있다. 수복은 여러 가지 재료로 할 수 있는데, 글라스 아이오노머 시멘트, 아말감, 금, 자기, 합성물 등이 사용될 수 있다.

## 같이 보기
- 윗니
- 아랫니
- 오하구로(en:Teeth blackening, お歯黒)